# Kolonia Otocka (Otoki)
Kolonia Otocka (niem. Kolonie Ottok) – część wsi Otoki w Polsce, położona w województwie opolskim, w powiecie prudnickim, w gminie Biała. Wchodzi w skład sołectwa Otoki. Historycznie leży na Górnym Śląsku, na ziemi prudnickiej.
W latach 1975–1998 Kolonia Otocka administracyjnie należała do ówczesnego województwa opolskiego.

## Geografia
Ciąg zabudowy podzielony jest na dwie miejscowości, obie figurujące w państwowym rejestrze nazw geograficznych jako Kolonia Otocka. Pierwsza Kolonia Otocka (SIMC 0491452) to część wsi Otoki. Druga Kolonia Otocka (SIMC 0491274), dla odróżnienia nazywana Kolonią Grabińską, jest kolonią wsi Grabina. Obie miejscowości znajdują się bliżej Grabiny, niż Otok.

## Nazwa
Miejscowość nosiła niemiecką nazwę Kolonie Ottok. W 1936, kiedy ze względu na swoje polskie pochodzenie nazwa wsi Otoki (Ottok) została zmieniona przez nazistowską administrację III Rzeszy na nową, całkowicie niemiecką nazwę Auenwalde, zmieniono także nazwę Kolonie Ottok na Auenwalde Kolonie.
2 kwietnia 1949 nadano miejscowości, wówczas administracyjnie związanej z Otokami, polską nazwę Kolonia Otocka. W spisie gromad i miejscowości w powiecie prudnickim na dzień 1 stycznia 1953 wymieniono Kolonię Otocką jako przysiółek Otok pod nazwą Otoki Kolonia. W opracowanej w 1971 przez Powiatowy Inspektorat Statystyczny w Prudniku Statystycznej charakterystyce miejscowości w gromadach powiatu prudnickiego, miejscowość została wymieniona pod nazwą Kolonia Otocka.

## Historia
Kolonia Otocka powstała w latach 1842–1845.
W 1921 w zasięgu plebiscytu na Górnym Śląsku znalazła się tylko część powiatu prudnickiego. Kolonia Otocka znalazła się po stronie zachodniej, poza terenem plebiscytowym.
Według podziału administracyjnego województwa opolskiego na dzień 31 sierpnia 1964, Kolonia Otocka (Otocka Kolonia), jako przysiółek Otok, należała do gromady Ligota Bialska.

## Transport

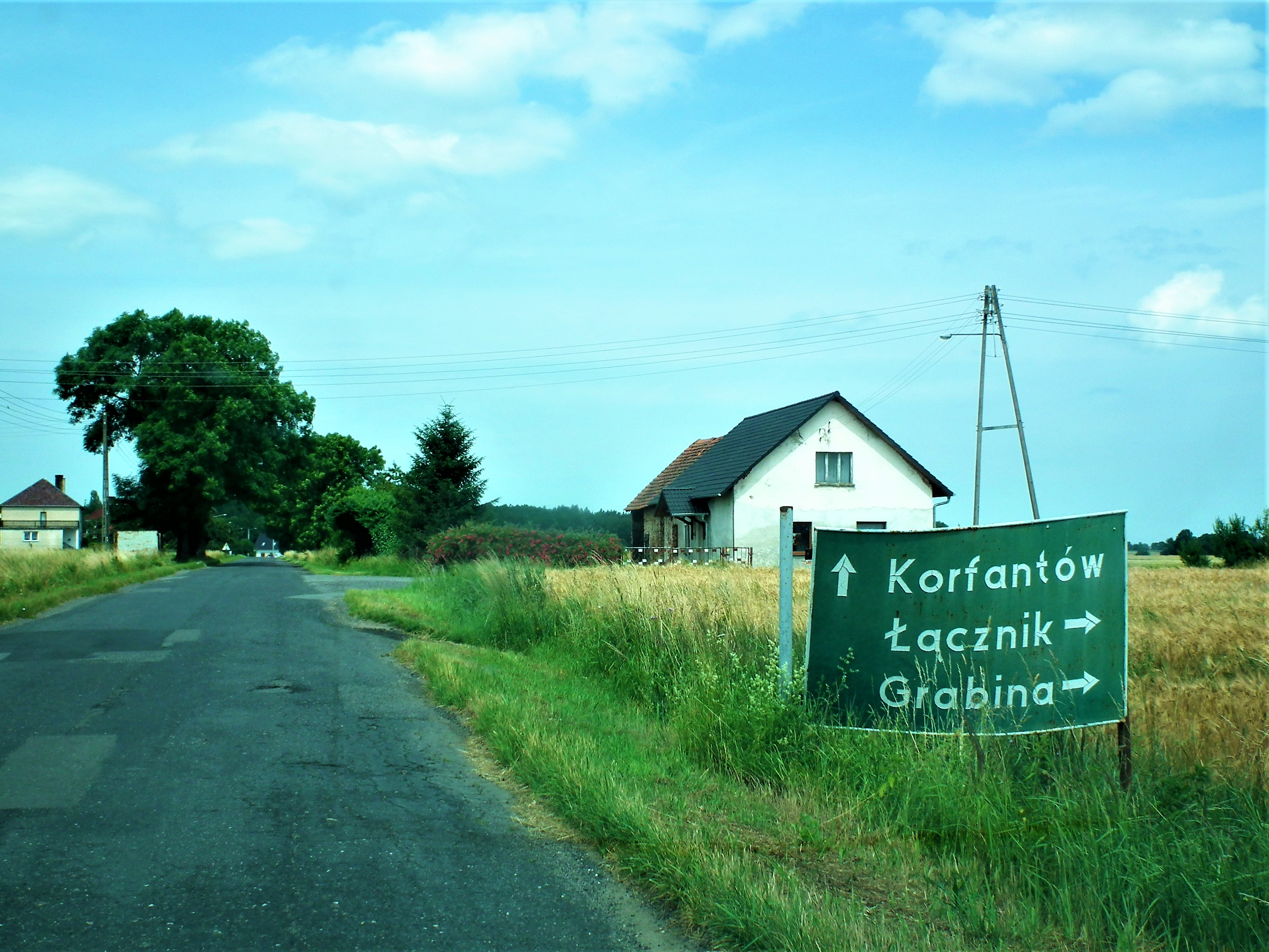
Skrzyżowanie dróg w miejscowości

W zarządzie Wydziału Drogownictwa Starostwa Powiatowego w Prudniku znajduje się droga powiatowa nr 1528O relacji Stara Jamka – Grabina – Kolonia Otocka.
Kolonia Otocka posiada połączenia autobusowe z Korfantowem, Piechocicami, Prudnikiem, Puszyną. W miejscowości znajduje się jeden przystanek autobusowy.

## Turystyka
Przez Kolonię Otocką prowadzi szlak rowerowy:
- Trasa rowerowa PTTK nr 263-n: Biała – Wasiłowice – Otoki – Grabina – Kolonia Otocka – Puszyna – Pleśnica – Śmicz – Miłowice – Prężyna – Biała

## Bezpieczeństwo
Miejscowość jest pod opieką dzielnicowego rejonu służbowego nr 16 Komendy Powiatowej Policji w Prudniku (Posterunek Policji w Białej).
Teren miejscowości, jak i całej gminy Biała, położony jest w strefie nadgranicznej w związku z czym Straż Graniczna dysponuje, na tym obszarze, specjalnymi kompetencjami w zakresie bezpieczeństwa. Gminę Biała obejmuje zasięgiem służbowym placówka Straży Granicznej w Opolu ze Śląskiego Oddziału SG.